# Spathius araeceri
Spathius araeceri är en stekelart som beskrevs av Nixon 1943. Spathius araeceri ingår i släktet Spathius och familjen bracksteklar. Inga underarter finns listade i Catalogue of Life.